# 贝恩德·弗兰克
贝恩德·弗兰克（德語：Bernd Franke，1948年2月12日—），德国前男子足球运动员，场上位置是守门员。他曾代表西德国家队参加1982年国际足联世界杯，结果队伍获得亚军。